# Destroy Rebuild Until God Shows
Destroy Rebuild Until God Shows (скорочено — D.R.U.G.S.) — американський постгардкор-гурт, створений у 2010 році в Понтіаку, Мічиган. Вони випустили дебютний однойменний альбом 22 лютого 2011 року. Крейг Оуенс відновив проєкт у 2020 році та випустив другий студійний альбом D.R.U.G.S. Destroy Rebuild 17 червня 2022 року.

## Історія

### Заснування (2009—2010)
Гурт був створений наприкінці 2009 — на початку 2010 року після того, як Chiodos відпустив Крейга Оуенса. Учасники гурту були оголошені в кількох оновленнях відео YouTube на офіційній сторінці Крейга Оуенса в YouTube. До складу гурту входили вокаліст Крейг Оуенс (Chiodos), барабанщик Аарон Стерн (Matchbook Romance), гітарист/вокаліст Нік Мартін (Underminded), гітарист/вокаліст Метт Гуд (From First to Last) і басист Адам Рассел (Story of the Year). 28 і 29 листопада 2010 року гурт відіграв свої перші концерти перед аншлагом у Pike Room у The Crofoot у Понтіаці, штат Мічиган.

### Однойменний дебютний альбом та мініальбомLive From Hot Topic(2010—2012)
11 листопада 2010 D.R.U.G.S. випустили першу пісню «If You Think This Song Is About You, It Probably Is». 6 грудня 2010 року вони випустили другу пісню «Mr. Owl Ate My Metal Worm». Потім пішов «Sex Life», що вийшов 18 січня 2011 року і є першим синглом з альбому.
31 січня 2011 D.R.U.G.S. випустили четверту пісню з однойменного альбому «My Swagger Has a First Name» для всіх, хто попередньо замовив альбом. Дебютний однойменний альбом гурту вийшов 22 лютого 2011 року через Decaydance / Sire Records.
Гурт виступив хедлайнером 7-денного туру Великобританією з 4 по 10 березня 2011 року, а також хедлайнером Альтернативного прес-туру з Black Veil Brides і супроводжувальними гуртами VersaEmerge, Conditions і I See Stars, який проходив з 18 березня по 29 квітня 2011 року.
D.R.U.G.S. грали на основній сцені Vans Warped Tour 2011 протягом усього туру, за винятком 17, 19 і 21 липня. Вокаліст Крейг Оуенс заявив, що гурт не виступатиме на цих трьох датах через те, що він попередньо зобов'язався взяти участь у зніманні фільму K-11. Оуенс також заявив, що D.R.U.G.S. відпрацюють ці три дати, а також роздадуть сувеніри та спеціальну зустріч і привітання, і порадив шанувальникам, які повинні були відвідати ці шоу, залишити свої квитки.
12 липня 2011 D.R.U.G.S. випустили концертний мініальбом під назвою Live From Hot Topic, який включає 5 живих пісень: «The Only Thing You Talk About», «My Swagger has a First Name», «Mr. Owl Ate My Metal Worm», «Graveyard Dancing» та «If You Think This Song is About You, It Probably Is».
Гурт виступав у турі Counter Revolution в Австралії та в турі WWIII з Asking Alexandria та Hollywood Undead у листопаді.
28 листопада 2011 року гурт опублікував раніше невидану сторінку Б свого першого альбому. Пісня називається «Rehab in Rifle Rounds» і вийшла на честь річниці. Гурт нещодавно розійшовся з Warner Brother і тому вони вийшли з Decaydance. 16 січня 2012 року пісня під назвою «Scream If You're Crazy» вийшла на Noisecreep.
18 січня 2012 року гурт зробив таке оголошення: «З гірким почуттям ми сьогодні оголошуємо деякі новини. Наш бас-гітарист, Адам Рассел, прийняв особисте рішення вийти з Destroy Rebuild Until God Shows, щоб шукати інші можливості. Хоча ми раді бачити, як він робить вибір, який зрештою буде найкращим для нього, звичайно, нам сумно бачити, що він йде. Будь ласка, знайте, що ми залишаємось близькими друзями та прихильниками Адама, і що ми не маємо образи. Будьте впевнені, що це не вплине на наш поточний розклад туру. Наш близький друг Тай „Never Wrong, Always“ Райт замінить бас-гітариста у майбутньому турі SIN, який розпочнеться в четвер у Чикаго».
Гурт завершив свій перший хедлайнерський тур, семитижневий тур Strength In Numbers (SIN), разом із кількома концертами у стилі DIY із гуртами, як-от Like Moths To Flames, Hit The Lights, Sparks The Rescue та The Action Blast.

### Розпад (2012)
26 квітня 2012 року Chiodos випустив відео-оновлення, в якому натякнув, що Крейг Оуенс знову приєднався до гурту і замінив Брендона Болмера, який приєднався до гурту після того, як Оуенса вигнали. Наступного дня Метт Гуд, Нік Мартін і Аарон Стерн оголосили, що вирішили залишити гурт. Було підтверджено, що Крейг Оуенс також вирішив залишити D.R.U.G.S., що привело гурт до повного розпаду. Ця заява була опублікована на офіційному веб-сайті гурту 27 квітня 2012 року:
|  | «Нашим відданим шанувальникам і друзям, Після довгих роздумів і роздумів ми (Метт Гуд, Нік Мартін і Аарон Стерн) вирішили оголосити про вихід з D.R.U.G.S. Це рішення було нелегко прийняти, і ми хочемо висловити свою вдячність усім вам, хто підтримав нас і зробив цей неймовірний досвід за останні пару років. Ми завжди будемо з гордістю оглядатися на час, проведений у цьому гурті, і не шкодуватимемо ні про музику, яку ми створили, ні про людей, з якими ми її створювали. Ми хочемо подякувати всім, хто вірив у нас, і сподіваємося, що ви й надалі вірите в нас. Ми з нетерпінням чекаємо майбутнього, і ми знаємо, що незабаром знову побачимося з вами, незалежно від того, куди заведе наш шлях далі. З любов'ю і вдячністю, Метт, Нік і Аарон». |

Після виходу Гуда, Мартіна та Стерна вокаліст Крейг Оуенс справді знову приєднався до Chiodos як ведучий вокаліст.
24 серпня 2012 року було оголошено, що Метт Гуд, Нік Мартін, Адам Рассел і Аарон Стерн возз'єднаються без Оуенса. Було також оголошено, що зараз вони працюють над новим альбомом із цим новим гуртом з невідомою назвою.
30 серпня 2012 року Метт Гуд написав у Твіттері: «Люди, я повинен прояснити деякі речі. Більше нікого немає в D.R.U.G.S., крім Крейга. Якщо він хоче продовжувати, то це його справа». Пізніше Гуд написав у Твіттері: «Але всі інші сторони, крім Крейга, збираються (писати) нову музику для вас».

### Воз'єднання та Destroy Rebuild (2020 — дотепер)
У лютому 2020 року для гурту було створено акаунт в Instagram і сторінку у VK, на якій з'явилася інформація про багато майбутніх пісень, що сигналізує про возз'єднання гурту, причому Оуенс був єдиним учасником-засновником, який повернувся після їхнього розпаду у 2012 році. У березні 2020 року Оуенс підтвердив можливість майбутніх дат туру у своєму обліковому записі Twitter. Наступного дня було оприлюднено новий сингл під назвою «King I Am», демо вийшло після запитань журналу Forbes. У лютому 2021 року гурт оголосив про підписання контракту з Velocity Records із запланованим майбутнім випуском альбому.
8 вересня 2021 року гурт оголосив, що гітарист Джона Вейнхофен, колишній учасник Bring Me the Horizon, Bleeding Through і I Killed the Prom Queen, приєднається до гурту як гітарист для майбутніх турів. 15 грудня 2021 року гурт оголосив, що басист і бек-вокаліст Аарон Патрік, який раніше брав участь у All That Remains, Bury Your Dead і Devildriver, також приєднається до гурту для виконання гастрольних обов'язків.
2 лютого 2022 року гурт представив свій перший сингл із другого альбому Destroy Rebuild під назвою «Destiny». Пісня вийшла на Velocity Records. 22 квітня 2022 року стало відомо, що гастрольний барабанщик — Аарон Стехонер.
17 червня 2022 року гурт випустив другий альбом Destroy Rebuild.

## Учасники гурту
Поточний склад
- Крейг Оуенс — ведучий вокал (2010—2012, з 2020)

Колишні учасники
- Адам Расселл — бас, бек-вокал (2010—2012)
- Метт Гуд — соло-гітара, вокал, клавішні, синтезатори, програмування (2010—2012), бас (2012)
- Нік Мартін — ритм-гітара, бек-вокал (2010—2012), бас (2012)
- Арон Стерн — ударні, перкусія (2010—2012)

Концертні учасники
- Тай Райт — бас (2012)
- Майкл Мак-Клілен — ударні, перкусія (2021)
- Йона Вайнхофен — гітари (2021—2022)
- Арон Патрік — бас (2022)
- Арон Стехонер — ударні, перкусія (2022)
- Майк Фолі — бас (2023)
- Мітчел Роджерс — гітара (2023)
- Шон Рошут — ударні, перкусія (2023)
- Моріс Морфу — бас (2023)
- Джо Ебікейр — ударні, перкусія (2023)
- Расселл Голланд (Bad JuJu AUS) — гітара (2023)

Шкала

## Дискографія
Студійні альбоми
| Рік  | Альбом          | Лейбл                 | Позиції у чартах | Позиції у чартах | Позиції у чартах |
| Рік  | Альбом          | Лейбл                 | US 200           | US Hard Rock     | US Digital       |
| ---- | --------------- | --------------------- | ---------------- | ---------------- | ---------------- |
| 2011 | D.R.U.G.S.      | Sire/Decaydance       | 29               | 1                | 14               |
| 2022 | Destroy Rebuild | Velocity/Equal Vision | —                | —                | —                |

EP
| Рік  | Альбом              | Лейбл      |
| ---- | ------------------- | ---------- |
| 2011 | Live From Hot Topic | Decaydance |

### Музичні кліпи
- «If You Think This Song Is About You, It Probably Is» — 2010
- «Sex Life» — 2011
- «DESTINY» — 2022
- «Satellites In Motion» — 2022
- «Brighter Side» — 2022
- «Outcasts vs. Everyone» — 2022
- «GOLD» — 2022
- «THE LONGEST ROAD» — 2022

## Тури
- Тур The Velocity Records (хедлайнер, з Scary Kids Scary Kids, Secrets, Dead American & Glasslands) — 2022
- Crown The Empire: The Fallout 10 Year Anniversary Tour — 2022
- Тур DESTROY. REBUILD. TOUR. (хедлайнер, з Varials, The Callous Daoboys & 156 Silence) — 2023
- Австралійський тур Escape The Fate: The Dead Masquerade — 2023